# João Estêvão

Brasão de Armas de Las Navas e as usadas por Estêvão Domingo.

João Estêvão (em Castelhano: Joanes Esteban ou ainda ou Ibáñez Estêvão) (1210 -?) foi um nobre do Reino de Castela e o 5.º senhor de Villafranca, localidade que se encontra na provincia espanhola de Ávila, e de que se tem conhecimento da existência desde os princípios do século XII. Era composto pelos territórios ocupados na actualidade por Villafranca de la Sierra, Navacepedilla de Corneja e por parte do actual término municipal de Casas del Puerto, todos eles pertencentes ao Valle del Corneja,

## Relações familiares
Foi filho de Blasco Muñoz e pai de Estêvão Domingo ou Estêvão Domingo de Ávila (1240 -?), foi alcaide da cidade de Ávila no município da Espanha e casado com Maria Garcia.